# Brothers Settlement
Vrothers Settlement es una localidad de Trinidad y Tobago, que forma parte de la región de Princes Town.

## Geografía
La localidad abarca parte de la isla Trinidad y limita al norte y este con Sisters Village, al sur con St. Julien y al oeste con Dyers Village.

## Demografía
Datos demográficos de la localidad de Brothers Settlement:
| Gráfica de evolución demográfica de Brothers Settlement entre 2000 y 2011 |
|                                                                           |